# رونالد کلر
ران کلر (زاده ۲۷ مارس ۱۹۵۸)  اقتصاددان و کارمند ارشد دولتی و سیاست مدار سابق هلندی است. کلر در سال‌های ۲۰۰۵ تا ۲۰۱۷ سفیر هلند در اوکراین، روسیه، ترکیه و چین بود و پس از آن از خدمات خارجی طرد گردید. کلر تاکنون به عنوان مشاور، مشاور و تحلیلگر بین المللی در امور مالی و جغرافیای سیاسی بین المللی فعالیت می کند.
کلر تحصیلات خود را در رشته اقتصاد و در دانشگاه آمستردام با افتخار در سال ۱۹۸۳ به پایان رساند. وی در سال های ۱۹۸۴ تا ۱۹۹۱ به عنوان مشاور، رئیس ناحیه و دستیار شخصی وزیر در وزارت دارایی فعالیت نمود. کلر در سال های ۱۹۹۱ تا ۱۹۹۴ به عنوان نخستین مدیر اجرایی هلندی در بانک اروپایی ترمیم و عمران در لندن کار کرد. پس از این او به عنوان مدیر بیمه اعتبار صادراتی (از سال۱۹۹۴ تا سال ۱۹۹۷) و مدیر روابط مالی خارجی (از سال۱۹۹۷ تا سال ۲۰۰۰) به وزارت دارایی هلند برگشت. 

سفیر اسبق هلند ران کلر معرفی نامه خود را به دیمیتری مدودف رئیس جمهور روسیه در اکتبر ۲۰۰۹ تقدیم می کند.

## تاریخچه سفیر
ران کلر در سال ۲۰۰۰ برای وزارت خارجه هلند خدمت می نمود. وی در سال های ۲۰۰۰ تا ۲۰۰۵ به عنوان مدیرکل همکاری های بین المللی فعالیت نمود. نخستین سفر سفیری اش از سال ۲۰۰۵ تا ۲۰۰۹ به عنوان سفیر هلند در اوکراین در سال های (۲۰۰۵-۲۰۰۹) بود. کلر از اکتبر ۲۰۰۹ تا اوت ۲۰۱۳ سفیر هلند در روسیه بود. کلر در سال های ۲۰۱۳ تا ۲۰۱۵ سفیر هلند در ترکیه بود. او در دوران اوج سفیری اش در سال های ۲۰۱۵ تا ۲۰۱۷ سفیر هلند در چین و مغولستان بود.